# Podlesie (Męcina)
Podlesie – część wsi Męcina w Polsce, położona w województwie małopolskim, w powiecie limanowskim, w gminie Limanowa.
W latach 1975–1998 Podlesie administracyjnie należało do województwa nowosądeckiego.